# Masters School

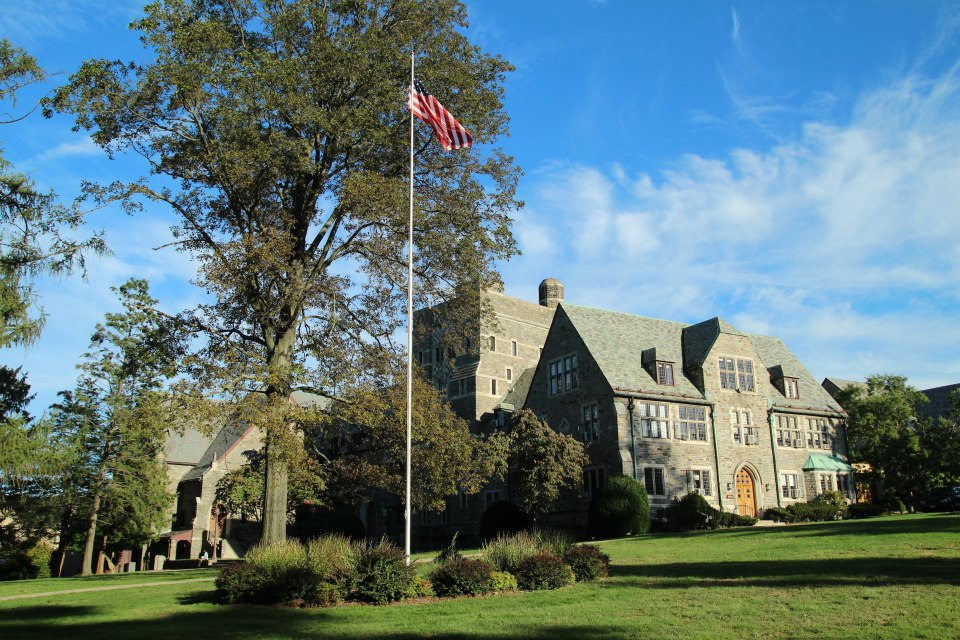
Masters Hall, principal bâtiment du campus de la Masters School.

La Masters School (souvent surnommée « Masters ») de Dobbs Ferry (dans l'État de New York aux États-Unis) est un pensionnat privé fondé en 1877 par Eliza Bailey Masters,. Longtemps réservée aux jeunes filles, l'école est ouverte aux garçons depuis 1996. Installée sur un campus de 390 000 m2, la Masters School a formé de nombreuses célébrités, parmi lesquelles Michele A. Roberts, Nancy Kissinger, Marie Jenney Howe ou Flynn Berry[réf. nécessaire].